# SS Cavese 1919
SS Cavese 1919 is een Italiaanse voetbalclub uit Cava de' Tirreni nabij Salerno en speelt in de Prima Divisione B. Het speelde in 1984 voor het laatst in de Serie B.

## Geschiedenis
De club werd in 1919 opgericht als Unione Sportive Cavese en speelde zijn eerste wedstrijd tegen Salernitana, die eindigde op 3-2 winst voor de aquilotti. In 1922 kwam er de fusie met Libertas Sporting Club, een ander plaatselijk team. In dat jaar werd de club toegevoegd aan de Serie A.
In 1974, toen speelde de club in de Serie D, fusioneerde Cavese met Pro Salerno, een ander team uit de Serie D. De club werd Pro Cavese genoemd. In 1978 promoveerde Pro Cavese naar de Serie C. En na drie jaar kon Cavese promoveren naar de Serie B. In haar eerste seizoen redde club zich net van degradatie (15de plaats) en het seizoen daarop (1982-1983) werd het topseizoen in de geschiedenis van Cavese. Even leek het of de club ging promoveren naar de Serie A, maar uiteindelijk eindigde het op de zesde plaats. Ondanks deze prestatie degradeerde Cavese het volgende seizoen naar de Serie C en sindsdien kon het niet meer promoveren.
In 1991 werd de club verboden te voetballen en moest in de regionale Eccellenza competitie aantreden. Maar al snel kon Cavese zich terug in de professionele Italiaanse voetbalcompetities nestelen. In 2005-2006 won Cavese het kampioenschap van de Serie C2 en mocht weer in de Serie C1 aantreden.
De supporters van Cavese zijn beroemd geworden door hun lied "Dale Cavese". Ze maakten hun eigen versie van het lied "Moliendo Cafe",gemaakt door Hugo Blanco. "Dale Cavese" is vervolgens overgenomen door vele supportersgroepen in Europa en Zuid-Amerika.